# 張之豪
張之豪（1981年2月25日—）是台灣民主進步黨籍政治人物，現任基隆市議會議員。前總統府文稿小組成員，學生運動與社會運動人士。張之豪畢業於加拿大英屬哥倫比亞大學，後返台取得臺灣大學政研所碩士學位。他是2008年野草莓運動以及2012年反媒體壟斷運動的參與者，以及太陽花學運參與者之一。

## 早年
張之豪父親為嘉義人、母親則出身基隆，是前基隆市議員游祥耀之姊，因此張之豪幼時常於兩地往返。國小畢業後，舉家前往加拿大，自英屬哥倫比亞大學畢業後，於2004年返回台灣，並進入臺灣大學政研所就讀。
在加拿大求學時，便深受史明著作影響的張之豪，於2005年時，加入其反《反分裂法》靜坐活動，進一步接觸這位前輩。而這次靜坐，也成為臺灣大學濁水溪社的復社契機。張之豪在復社後擔任社長。
2008年11月時，由於海協會會長陳雲林來台進行第二次江陳會談，期間警政單位對表達異議者的處理方式，引發許多人不滿，促成野草莓運動的發生。張之豪響應臺灣大學助理教授李明璁的靜坐發起行動，為野草莓運動的發起人之一。
由於感受到台灣媒體對本土運動的不友善，以及擔心中國大陆藉由台灣红顶商人介入台灣媒體，張之豪也在2012年參與了反媒體壟斷運動。
2014年的太陽花學運中，張之豪參與了323佔領行政院事件，也在事件後成為被告。

## 從政
太陽花學運結束後，張之豪響應民進黨的「民主小草」計畫，在年底以無黨籍身分回到基隆市參選安樂區鶯安里的里長，得到333票（得票率19.88%），落選。
在2014年九合一選舉結束後，張之豪進入民進黨中央黨部，成為蔡英文競選總統「文稿小組」的一員。隨著民進黨勝選，張之豪也進入總統府，繼續擔任總統文稿。

### 基隆市議員
2018年獲得民主進步黨提名參選基隆市議員，當選並在2022年時連任。
2023年3月20日，宣布投入基隆市選舉區立法委員黨內初選，但民調項目落敗而未出線。
2025年時，國民黨基隆市黨部以鄭文婷、張之豪曾投入基隆市市長謝國樑罷免案為由意圖罷免2人。罷免其之一階提議在2月時送交中選會，6月時因二階連署未送件而失敗。

## 選舉紀錄
| 年度 | 選舉屆數               | 選舉區           | 所屬政黨   | 得票數 | 得票率 | 當選標記 |
| ---- | ---------------------- | ---------------- | ---------- | ------ | ------ | -------- |
| 2018 | 第十九屆基隆市議員選舉 | 基隆市第三選舉區 | 民主進步黨 | 2,904  | 7.13%  |          |
| 2022 | 第二十屆基隆市議員選舉 | 基隆市第三選舉區 | 民主進步黨 | 3,257  | 8.17%  |          |

## 事件及爭議
- 2017年入境美國時，張之豪向美國海關人員自稱是「總統文膽」，經媒體報導之後，張之豪打電話向總統府副秘書長姚人多道歉。[15]
- 2023年，被前基隆市議員陳薇仲發文指出張之豪常在工作時的視線很常盯著她的胸部看，陳薇仲亦指出在工作場合的女性或是路過的女性張之豪也會狂盯著看，陳薇仲曾質問張之豪而張之豪的說詞是：「他沒有辦法，他就會一直盯著妹仔看」，張之豪更曾問陳薇仲說：「陳薇仲，我問你，是不是沒做過愛的女生都比較笨？」。之後張之豪在臉書發表道歉文，並未對陳薇仲之指控具體回應，僅表示對年輕時口無遮攔鄭重道歉。[16]

## 其他

### 基隆文史運動參與
張之豪曾為茶某行號負責人、基隆青年陣線前理事長等。2013年時，發起基隆西二三碼頭倉庫保存運動，為C23聯盟發起人之一，參與反西二三碼頭倉庫拆除運動。2015年發起「梓桑文化祭」活動，活化許梓桑古厝。
他並以「雞籠勃露斯」之筆名，於小英教育基金會旗下《想想論壇》擁有專欄。

## 外部連結
- 張之豪的Facebook專頁
- 芋傳媒 - 張之豪專欄 （页面存档备份，存于）